# Wolfgang Stegmüller
Wolfgang Stegmüller (3 de junho de 1923 - 11 de junho de 1991) foi um filósofo alemão-austríaco que fez importantes contribuições na filosofia da ciência e na filosofia analítica.

## Trabalho
Stegmüller pode ser creditado com contribuições essenciais para a disseminação de ideias de filosofia analítica e filosofia da ciência no mundo de língua alemã. Em sua palestra inaugural na Universidade de Innsbruck , ele delineou os quatro problemas da epistemologia , nos quais ele se concentrou em seu trabalho posterior:
- O problema da indução
- O papel fundamental da experiência
- O problema dos conceitos teóricos
- O problema da explicação científica

### Lógica
Em seus livros Das Wahrheitsproblem und die Idee der Semantik (O Problema da Verdade e a ideia de Semântica, 1957), e Unvollständigkeit und Unentscheidbarkeit (Incompletude e Indecisão, 1959) Stegmüller disseminou as ideias de Alfred Tarski e Rudolf Carnap sobre semântica e lógica como bem como os de Kurt Gödel sobre lógica matemática. Trabalhos semelhantes posteriores estão em Die Antinomian und ihre Behandlung (Antinomias and Their Treatment, 1955), bem como Strukturtypen der Logik (Tipos de Estruturas de Lógica, 1961).

### Epistemologia
Um dos livros mais influentes de Stegmüller é Metaphysik, Skepsis, Wissenschaft (1954). Neste trabalho, ele discute os fundamentos epistemológicos da metafísica, ceticismo e ciência. Ele demonstra que qualquer busca por fundamentos epistemológicos levará necessariamente ao problema da evidência – que Stegmüller não considera solucionável. Ele também recusa a solução potencial de que o ceticismo universal é auto-refutável. Mesmo que fosse auto-refutável, o ceticismo universal pode ser afirmado se o cético não tentar justificá-lo. Em consequência, são necessárias condições explícitas (Evidenzvoraussetzungen) metafísica como na ciência. Isso significa que nenhum dos dois pode ser fundamentalmente justificado, mas pressupõe uma decisão.
Um foco adicional do trabalho de Stegmüller foi o fenomenalismo. Em "Der Phänomenalismus und seine Schwierigkeiten" (1958), ele descreve os problemas extremos, que impedem uma implementação rigorosa do programa fenomenalismo.

### Filosofia da ciência
Stegmüller é considerado um dos principais filósofos da ciência da segunda metade do século XX. Profundamente influenciado por Thomas S. Kuhn e Joseph D. Sneed, ele e vários colaboradores expandiram as idéias de Sneed para superar a crise de racionalidade predominante da ciência que muitas vezes era vista como uma consequência dos trabalhos de Kuhn. Além disso, isso o levou a uma nova resposta aos problemas dos conceitos teóricos. Esta linha de investigações é hoje conhecida como a “teoria estrutural das ciências empíricas”.

## Publicações selecionadas
- Das Wahrheitsproblem und die Idee der Semantik, 1957
- Unvollständigkeit und Unentscheidbarkeit, 1959
- Einheit und Problematik der wissenschaftlichen Welterkenntnis, 1967
- Metaphysik-Skepsis-Wissenschaft, 1969
- Probleme und Resultate der Wissenschafttheorie und Analytischen Philosophie
  - Band I, Erklärung-Begründung-Kausalität, 1983
  - Band II, Theorie und Erfahrung, 1974
    - 1. Teilband: Theorie und Erfahrung, 1974
    - 2. Teilband: Theorienstrukturen und Theoriendynamik, 1985
    - 3. Teilband: Die Entwicklung des neuen Strukturalismus seit 1973, 1986

  - Band III, Strukturtypen der Logik, 1984
  - Band IV, Personelle und statistische Wahrscheinlichkeit, 1973
    - 1. Halbband: Personelle Wahrscheinlichkeit und rationale Entscheidung, 1973
    - 2. Halbband: Statistisches Schließen - Statistische Begründung - Statistische Analyse, 1973
- Das Problem der Induktion: Humes Herausforderung und moderne Antworten, 1975
- Rationale Rekonstruktion von Wissenschaft und ihrem Wandel, 1979
- The Structuralists View of Theories, 1979
- Aufsätze zur Wissenschaftstheorie, 1980
- Philosophy of economics, 1982
- Kripkes Deutung der Spätphilosophie Wittgensteins. Kommentarversuch über einen versuchten Kommentar. 1986
- Hauptströmungen der Gegenwartsphilosophie, Bd. I-IV, Kröner, 7. Auflage (1989), ISBN 3-520-30807-X